# HR 483
HR 483 (též označovaná jako HD 10307 nebo Gl 67) je spektroskopická dvojhvězda v souhvězdí Andromedy, vzdálená přibližně 41,6 světelných let od Země. Systém tvoří dvě složky: hlavní složka HR 483 A je žlutý trpaslík podobný Slunci, zatímco HR 483 B je méně zářivý červený trpaslík.

## Popis a vlastnosti
Hlavní složka HR 483 A je hvězda spektrální třídy G1,5 V s hmotností 0,97 M☉, zářivostí 1,44 L☉ a povrchovou teplotou přibližně 5 880 K. Má poloměr 1,2 R☉ a odhadované stáří asi 7 miliard let. HR 483 A vykazuje nízkou úroveň aktivity a je považována za sluneční analog s možností dlouhodobého klidového stavu podobného Maunderovu minimu.
HR 483 B je slabší červený trpaslík s hmotností kolem 0,25 M☉ a jasností přibližně 11 mag, což z ní činí vizuálně slabou složku viditelnou pouze středně velkými dalekohledy.

## Parametry oběžné dráhy
Složky obíhají kolem společného těžiště s oběžnou dobou přibližně 20 let. Dráha má excentricitu e ≈ 0,44, přičemž v nejbližším bodě dráhy je vzdálenost složek kolem 4,2 AU, zatímco v nejvzdálenějším bodě se složky oddálí na více než 10,5 AU. Parametry oběžné dráhy byly přesně určeny spektroskopickými měřeními, která ukazují, že pohyby složek odpovídají dvojhvězdnému systému s výraznou excentricitou.

## Chemické složení
Podle spektroskopických měření byla u HR 483 zjištěna mírná kovová anomálie. To by mohlo být způsobeno chemickou segregací v atmosféře hvězdy nebo akrecí mezihvězdného materiálu. Studie naznačují, že metalicita hvězdy je podobná sluneční, což podporuje zařazení mezi sluneční analogy.

## Habitabilita
HR 483 A byla zařazena mezi kandidáty na hvězdy vhodné k hledání exoplanet a mimozemského života. Výzkumy také naznačují přítomnost prstence prašných částic kolem hlavní složky, což by mohlo být důležité pro studium planetárních soustav.